# 電力線搬送通信

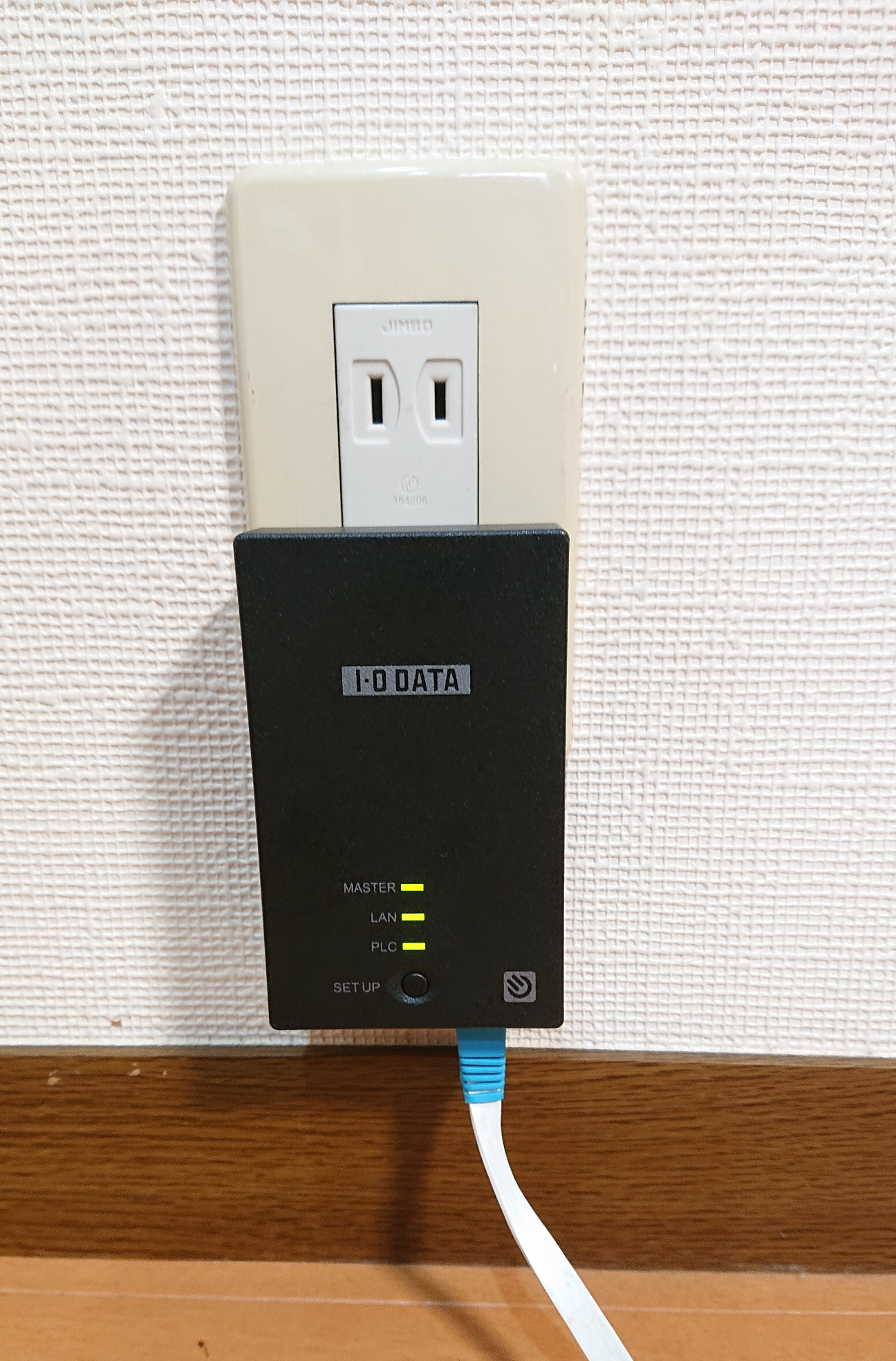
PLC使用風景

電力線搬送通信（でんりょくせんはんそうつうしん）は、電力線を通信回線としても利用する技術。電力線通信、電灯線通信、高速電力線通信、高速PLC、英語: PLC (Power Line Communication)、PLT (Power Line Telecommunication)、BPL (Broadband Over Power Line)とも呼ばれる。

## 概要

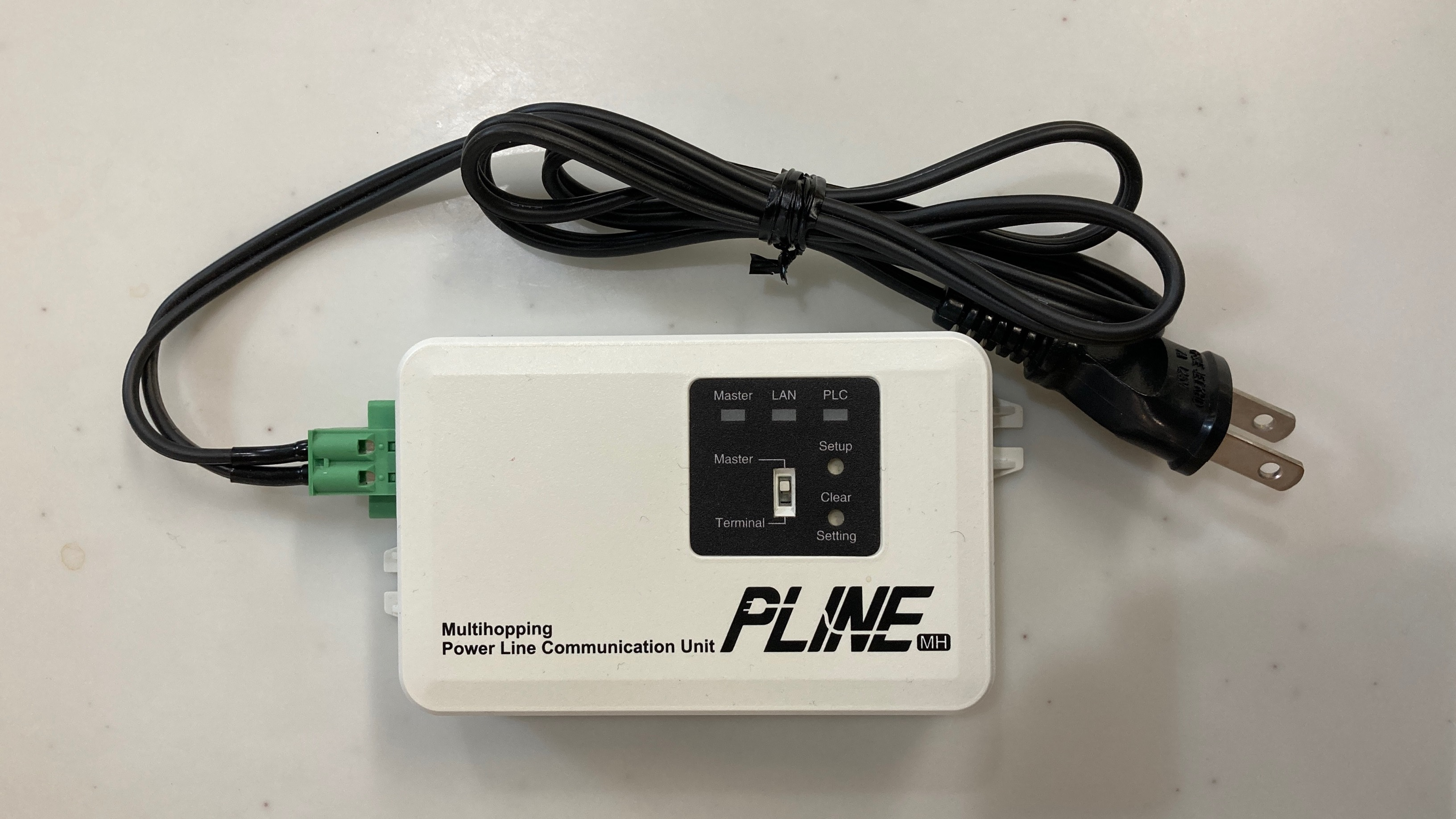
PLC本体例1

電力線を通信回線としても利用する技術。450kHz以下の周波数を用いるものを「低速PLC（ナローバンドPLC）」、2 - 30MHzを用いるものを「高速PLC（ブロードバンドPLC）」と呼ぶこともある。このうち、10kHzから450kHzまでの周波数を用いた低速PLCは、1987年（昭和62年）に法制度が整備され、その最大伝送速度は、数kbps - 128kbpsである。一方、日本でのブロードバンド電力線搬送通信については、e-Japan戦略におけるブロードバンドインターネット接続の一環として、2001年（平成13年）から2002年（平成14年）にかけて、最初の研究会を総務省が開催し、主に電柱から建物へのラストワンマイル解消のため、電力会社の架空電力線を活用する屋外PLCの実用化を検討した。
しかし、当時開発されていた高速PLCでは航空管制や短波放送等の無線通信に対する有害な混信源となり得ることから、使用周波数帯の拡大は見送られ、研究開発等を継続することが必要との提言がなされた。これを受け2004年1月に高速電力線搬送通信設備に関する実験制度が導入され、高速PLCの研究開発および既存の通信・放送との共存の研究開発が継続された。
とその後、総務省は、高速電力線搬送通信設備の研究会や作業班を立ち上げ、規制緩和の議論が進み、2006年（平成18年）10月に、屋内に限り2MHzから30MHzの周波数使用を認める項目を追加する省令改正をしたのを受け、対応製品が流通、2013年（平成25年）には、屋外利用（屋内電気配線と直接に電気的に接続された屋外電力線に限る）が制度化され、住宅内のホームネットワーク用途から、ビル・工場の電力線を活用した機器制御や監視用途へと広がりを見せている。

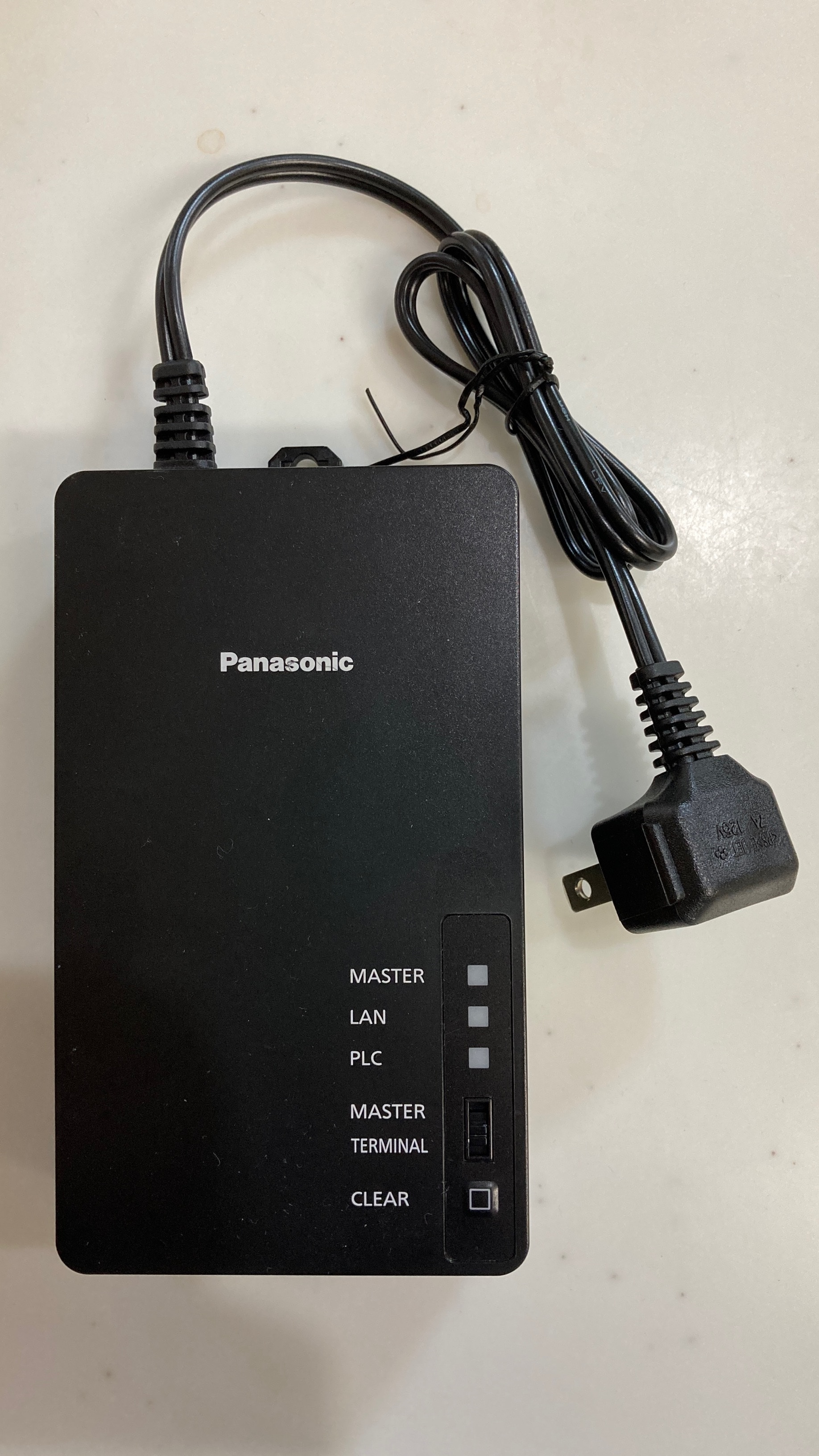
PLC本体例2

### 変調方式
電力線搬送通信に用いられる変調方式として、以下の物が使用されている。
直交周波数分割多重方式（OFDM方式）

スペクトラム拡散変調方式（SS方式）

### ネットワーク構成
電力線搬送通信機器は、「有線LAN-電力線-有線LAN」という経路の中継器（ブリッジ）として機能するモデムである。電力線通信は、機器を既存のコンセントに挿すだけで簡単にネットワークを構成できる。

### 通信規格
日本国内において利用可能な高速電力線通信機器の規格は以下のとおり。
HD-PLC
IEEE 1901 標準規格（国内ではTTC JJ-300.20規格となっている）となっており、HD-PLC Allianceという団体で作られた変調方式とメディアアクセスの仕様で、同団体の中心的存在でもあるパナソニックの登録商標（日本第4926446号）。変調方式にはWavelet OFDM/PAM、メディアアクセス制御方式はCMSA-CA(Carrier Sense Multiple Access – Collision Avoid)とDVTP（Dynamic Virtual Token Passing）、暗号技術にはAES 128bitを採用している。
第3世代HD-PLCアダプターは、使用周波数帯は2 - 28MHz。最大物理速度 (PHY) は240Mbps、試験装置で測定した実効速度は最大95Mbps (UDP) 及び70Mbps (TCP)。通信距離最大屋内200m
ラジオNIKKEIとアマチュア無線で使用する周波数帯全域にノッチをかけている。フレキシブルノッチであるが、ユーザーは任意にノッチ周波数を変更できない。

HomePlug AV

G.hn(G.9960, G.9961)
詳細は「G.hn」を参照
異種方式高速PLCの共存
上記3通信規格には互換性がなく、同じ電力線で混在させると互いにはノイズ源でしかないため、IEEE 1901の共存仕様ISP（Inter System Protocol）とITU-T G.hnの共存仕様G.cx（G.9972）を一本化することで、3方式間の共存を可能としている。その概要は、各方式のモデム間での割り当て時間を決めるものである。交流電源に毎秒100回または120回存在するゼロクロス点、つまり交流100V/200Vのプラスからマイナスに変わる0Vの瞬間ごとに、再同期信号、動的スロット要求、スロット使用要求、モデム使用状況通知、存在通知などをISP（Inter System Protocol）信号として互いに交換することで、続く時間に分割された複数のタイムスロットを適切に各モデムへの送信時間として割り当てる技術である。

## 電力線搬送通信の利用形態

### ブロードバンドインターネット接続としての電力線搬送通信
ブロードバンドインターネット接続として電力会社の屋外電力線を使用する高速電力線搬送通信はAccess BPL (Access Broadband over Power Lines) と呼ばれている。当初（2002年）日本においても、電柱から建物内へのラストワンマイル対策、ブロードバンドインターネット接続の引き込み線として、電力会社の架空電力線を使用する形態での利用が考えられていたが、架空電力線からの漏洩電磁波レベルが大き過ぎ短波に影響を与えることから、実用化は見送られた。その後各種ブロードバンド回線が急速に普及したため下火となった。

### 屋内における電力線搬送通信
日本国内での電力線搬送通信は屋内利用に限られているが、有線LAN（イーサネットケーブル）や無線LANと共に、Local Area Networkの一つとなっている。一般家庭向けの製品や、ビルや集合住宅内、工場内で回線を引き回す用途として、各社からPLC製品が販売されてきた。
無線通信は遮蔽物による通信障害に弱いことから、その補完として2020年代頃より再注目されている。IoT時代を迎えその対応に向けて、通信性能の向上と長距離化技術を新たに取り入れたIEEE 1901-2020が標準規格化されたことで、これまでの民生分野のみならず、広域利用を求める各産業分野から幅広く注目を集めており、特に産業分野では、無線や有線の通信技術を組み合わせ活用することで、これまで以上に生産性の効率化や現場の見える化など新たなビジネスモデル利用「インダストリー4.0」の実現を目指している。これらの課題を解決する手段として専用線などの有線通信活用があるが、既設構造物に対して構造上や外観上、或いは工期上の制約など新規に配線する場合、導入困難な事が少なくない。このような状況の下、高速PLCが採用される事例が増えている。

## 実用化の経緯
屋内において2MHzから30MHzまでの周波数の搬送波により信号を送受信する、「電力線搬送通信」（広帯域電力線搬送通信）を実用化するにあたり、総務省の「高速電力線搬送通信に関する研究会」「情報通信審議会」「電波監理審議会」での議論・審議を経て、段階を経ながら規制緩和が実施されてきた。それぞれの状況については以下のとおりである。

### 高速電力線搬送通信に関する研究会
2005年1月31日から同年12月22日までの間、屋内利用を前提に高速電力線通信機器と既存無線利用（アマチュア無線・短波放送など）との共存条件を検討するため、12回開催された。
最終報告書において「機器が発生するコモンモード電流は、周波数2メガヘルツから30メガヘルツまでの範囲において、コモンモードインピーダンス25Ω、線路の平衡度 (LCL) 16dBのインピーダンス安定化回路網 (ISN) を用いて帯域幅9キロヘルツで測定したとき、30dBμA（準尖頭値）以下であること」との許容値案が示された。

### 情報通信審議会
2006年1月23日から同年6月29日までの間、高速電力線搬送通信設備に係る許容値及び測定法について審議され
- PLCを利用している設備から10m（田園環境では30m）離れた地点で周囲の雑音レベル以下になること
- 建物の遮蔽によって電磁波が減衰する効果も見込む
- あらゆる家屋のうち99%の家屋で漏洩電磁波強度が周囲雑音以下になること

等漏洩電磁波を周囲の雑音以下にする答申「PLC機器が発生するコモンモード電流は、2MHz - 15MHz : 30dBμA (31μA)、15MHz - 30MHz : 20dBμA (10μA)」の許容値案が示された。なお、この際に仮定された周囲雑音レベルは、2MHz - 15MHz : 28dBμV/m、15MHz - 30MHz : 18dBμV/m であった。
その後、高速電力線搬送通信設備作業班においては、①事業者等からの具体的提案の集約　②漏えい電波低減技術の効果の検証　③無線利用との共存可能性・共存条件の検討　④その他関連する事項の審議が行われている。
2011年3月11日から2012年6月4日まで、
同一敷地内に設置される高速PLC設備間で通信を行うものであって、屋外（分電盤※より負荷側）に設置された高速PLC設備に係る許容値及び測定法について審議され、2012年10月19日情報通信審議会により答申「屋外PLC設備が発生するコモンモード電流は、屋内PLC設備より10dB低い、2MHz - 15MHz : 20dBμA 、15MHz - 30MHz : 10dBμA 」の許容値案が示された。
※同一施設内に複数の分電盤が存在する大規模施設の場合、各分電盤を集約した施設全体の分電盤を指す。
2017年10月20日から2019年4月25日まで、
高速PLC設備の三相電力線での使用および鋼船内での使用に係る審議が行われた。
2019年7月23日情報通信審議会により答申「PLC 設備を接続できる電力線として、600V 以下の単相及び三相交流用電力線の利用も可能とすることおよび鋼船における屋内用PLC 設備の利用を可能とすること。」の使用範囲の拡大案が示された。

### 電波監理審議会
2006年7月12日から同年9月13日までの間、「電力線搬送通信設備の技術基準等の整備のための、無線設備規則の一部を改正する省令案」の審議が行われ、「高速PLC設備の設置申請が個別にあった場合は、慎重に審査すること」「万が一混信が生じた場合には、迅速に対応できる体制の整備に努めること」「漏洩電波に関して、国際規格などが改定された場合には、必要に応じて技術基準を見直すこと」の付帯条件を付して、改正省令案が妥当であると答申した。
このような経緯を経て2006年10月4日、「無線設備規則の一部を改正する省令」「電波法施行規則の一部を改正する省令」が公布され、同日付で施行となった。
2013年3月13日 - 同年4月10日
屋内においてのみ認められている「広帯域電力線搬送通信設備」の利用範囲を屋外（分電盤から負荷側）に拡大するため、新たな技術基準を設けるものに関し審議の結果、諮問のとおり（コモンモード電流の許容値をは屋内PLC設備より10dB低いものとする）改正することは適当との答申がなされた。
2021年3月10日
「PLC 設備を接続できる電力線として、600V 以下の単相及び三相交流用電力線の利用も可能とすることおよび鋼船における屋内用PLC 設備の利用を可能とすること。」の使用範囲の拡大案に関し、審議の結果、諮問のとおりに改正することは適当との答申がなされた。

## 課題と問題点
日本国内における電力線搬送通信 (PLC/BPL) の実用化にあたり、推進派と非推進派間で下記の点についての主張がなされている（BPL 2002年 - 、PLC 2005年 - ）。

### 漏洩電磁波の問題
- 問題の技術的背景
  - 電力線は高周波を重畳することを想定してはいなかった。このため、電力線に高周波を重畳すると、電力線がダイポールアンテナとして作用し、漏洩電磁波が発生する（同軸ケーブルを使用したPLCは、この様な問題は発生しない）。またその周波数が短波帯の電波と重なるため、短波ラジオ、アマチュア無線、非常通信用無線など、無線通信の混信、電波天文学などに影響が出る。そして、どの距離で電力線搬送通信をするか分からず、そもそも電力線配線図の図面さえ各建築物の図面に残っていない。PLC反対派[誰?]は「無線LAN（Wi-Fi）」で、LAN構築は充分対応可能であると断言している[要出典]。
  - このような現状から、PLC推進派（PLC推進団体・企業）[誰?]と、既存の短波利用者を中心としたPLC非推進派（アマチュア無線家・電波天文学・日経ラジオ社・短波放送聴取者）[誰?]間で、論争が絶えない[要出典]。
- 漏洩電磁波の実証実験
  - 日本国内では、2004年1月に高速電力線搬送通信設備を用いた際の電灯線からの漏洩電界低減技術確認のための実証実験制度が導入された後、PLC推進派企業などによって実証実験が行われ、高速電力線搬送通信に関する研究会において、自主的な目標であった微弱無線の許容値 (54dBμV/m @ 3m) を満たすことが報告されたが[13]、同研究会構成員からも「微弱無線レベルを下回っているからいいとは言えないのではないか」との意見も出され[14]、さらに、「これらの実験環境は、建物が密集した都市内の住居等の利用環境とは異なっており、漏洩電界を低減するためモデムの改良や通信方式の工夫などが実際の利用では生かされないのではないか」との批判[要出典]が、一部のPLC非推進派[誰?]からなされている。
    - 審議を経て許容値が決められたものの、この許容値を満たしたPLCモデムを屋内電力線に接続した場合、想定通りに99%の家屋で漏洩電磁波強度が周囲雑音以下になることを確認する実験は行われなかった。

  - 市販されているPLCモデムを屋内の電力線に接続したところ、環境雑音を約30dB越える漏洩電界が測定されたとの報告もある[15]。
  - 2003年に日本アマチュア無線連盟より、BPLの漏洩電磁波による無線通信への影響について懸念が表明されている[16][17]。
  - 2007年に日本アマチュア無線連盟より、全てのPLC機器にノッチを設けることを義務づけるように活動を行う必要性がある旨の方針が示されている[18]。
- 非常通信用周波数[19]
  - 非推進派の一部は、影響を受ける帯域の中に非常通信用の周波数も含まれている点を特筆すべきと主張している。
  - 推進派は、非常用の周波数をPLCの影響から保護する技術（フレキシブルノッチなど）は存在している為、非常通信用の周波数を理由にPLC自体に反対することには無理があると主張している。
- 電波天文観測への影響
  - 日本天文学会は、2002年（平成14年）、総務大臣に対し懸念を表明した[20]。
- 周波数利用に関する問題
  - アマチュア無線等、無線通信設備が近傍にある場合、電波の影響を受け、PLCの通信速度が低下するが、高周波利用設備であるPLC機器利用者には、電波法上、通信に対する優先権がない（無線局免許状を受けて運用される他の無線設備からの有害な混信を受忍しなければならない）。
- 他の通信機器との相互干渉が発生する可能性
  - VDSLは通信線が異なるものの、3MHz以上の周波数帯も利用するため、PLC機器とVDSL機器を至近距離（概ね10cm以内）に設置すると、機器同士の相互干渉が発生する可能性がある[21]との意見があったが、その後の解析により通常の条件下においては影響がないことが分かっている[22]。

### 通信信号に関する問題
- 通信速度低下の要因とその対策に関わる問題点
  - 各機器が同一帯域内を利用するバス型トポロジーであるため、無線LANと同様に、同一帯域内に沢山の機器を接続すると通信衝突（コリジョン）が起こる可能性が増加し、これを回避するための平均遅延時間、つまりデータ通信ができない時間が上昇する（CSMA/CA参照）。
  - また、電力線には様々な家電機器を接続するため、この稼働状況（ドライヤー、掃除機等のモーターを使用する機器や携帯機器の充電器等）によっては、PLC機器の通信に悪影響を及ぼし、通信速度低下の要因となる場合があり、仕様上の最大実効通信速度を得るのは難しい。メーカーでは、これらの機器をコンセントに接続する際は、ノイズフィルターを使用することを推奨している[23]。
  - PLC機器は通信速度の低下を理由として、雷サージ対策・PLC非対応ノイズフィルター付テーブルタップ経由での接続、無停電電源装置 (UPS) 経由での接続を推奨しておらず、PLC機器を直接コンセントへ接続することを推奨している。このため、PLC機器にバッテリーが搭載されていない場合は瞬間停電時の通信維持対策が取れない場合があるほか、PLC機器への落雷対策が取れず、不都合が生じる場合がある。
  - また、家庭内電力線（単相3線式100V配線）はL1相・L2相からなるため、L1相に接続された電力線（コンセント）とL2相に接続された電力線（コンセント）間の（異相間）通信の場合は、同相間の通信に比べて信号が減衰し易い性質があり、この場合、仕様上の最大実効通信速度を得るのは困難であり、また、別系統の配電盤を利用している等のケースの場合、状況によっては通信が出来ない可能性がある。
- 転送速度と使用環境
  - 転送速度を低下させる要因
    - 異なる規格のPLCを使用する
    - 交流配線の異相側につなぐ
    - ノイズ・フィルター付きテーブルタップにモデムを接続する
    - ノイズの発生する機器を同じ配線で使う
      - ドライヤー、調光機能付き照明、冷蔵庫、掃除機、電子レンジ

    - インピーダンスが低いためにPLCの信号を吸い取る機器を同じ配線で使う
      - 携帯電話充電器
- 精密機器・医療機器に対する誤動作への懸念
  - PLCのコモンモードノイズにより、医療器具や精密機械への致命的な誤作動を生じさせる可能性が懸念されており、特に医療機器（心臓ペースメーカーや、心肺維持装置）への悪影響が生じるリスクは皆無ではないことから、厚生労働省が安全性への通達を出している[24]
- PLC同士の相互干渉
  - PLCの発生する信号は近距離ならば配電盤を越えて伝わるため、集合住宅内で使用した場合、配電状況によっては近隣の部屋に影響を及ぼす可能性がある[25]。この際、相互に影響を及ぼす範囲の部屋で複数系統（同方式、異方式を問わない）PLC機器を使用した場合、帯域を相互に食い合うために速度が低下する可能性が指摘されている。特に異なる方式のPLC機器を用いる場合、お互いにノイズ源となるため、通信速度が落ちる、あるいは、通信が不能になることが指摘されており、実際、製造メーカーの広告においても同種の注意がなされている場合がある。

### 法律上の問題点
- 行政訴訟について（行政訴訟の結果整理〈2006年 - 2013年〉）
  - アマチュア無線家等115名は2007年1月15日に、他の無線通信機器や電気製品（家庭用の医療機器など）への影響の検証が不十分だとして、総務省によりPLC機器に対して交付された型式指定処分に対する異議申立てを行い、電波監理審議会で審理が進められた。
  - 東京地方裁判所（2007年〈平成19年〉5月25日）[26]
 請求概要：高速PLCの型式指定目録記載の型式指定を取り消すこと、型式指定をしないこと、設置許可をしないこと  判決概要：総務大臣の処分については、電波監理審議会の審理を経た後の決定に対する取消訴訟のみを救済手段として予定していると解するのが相当。よって，本件訴えはいずれも不適法であるから却下。
  - 東京高等裁判所（2008年〈平成19年〉12月5日）[27]
 控訴趣旨概要：原判決の取り消しと高速PLCの型式指定目録記載の型式指定を取り消すこと、型式指定をしないこと、設置許可をしないこと  判決概要：訴えはいずれも不適法であるから却下すべきであり、これと同旨の原判決は相当である。
  - 電波監理審議会への異議申し立て（2009年〈平成21年〉年6月10日）[28]
 異議申し立て概要：高速PLC型式指定処分の取消し  審議結果概要：異議申立人には処分の取消しを求める法律上の利益がなく、異議申立ては不適法であることから却下する。
  - 電波監理審議会への異議申し立て（2012年〈平成24年〉11月28日）[29]
異議申し立て概要：本件型式指定処分を取り消しと技術基準における許容値及び測定法を見直し  審議結果概要：総務大臣の型式指定処分が電波法によって与えられた裁量権を逸脱するものではない。異議申立適格がないことから却下。

- 認可取り消しについて
  - 2007年10月4日付けの官報（第4681号）で総務省は複数の型式指定を取り消した。「広帯域電力線搬送通信設備の型式の指定を取り消した件」（総務省告示第558号）である。認可取り消しとなったのはロジテック社のLPL-TXをはじめ、三菱電機の5種、ネットギアインターナショナル日本支社の1種、ネッツエスアイ東洋の11種の、合計18種である。その後も型式指定取り消しの官報公示は増え、合計25種となった。いずれの告示でも型式指定取り消し理由は公表されていない。
  - 2008年 - 2020年：型式指定の取り消しはない。
- 停止命令を受ける可能性について
  - PLC機器の信号電力は数十ミリワットであるが、無線LAN等（免許を要しない無線局）と同様にして、電波法第82条が準用され、短波放送、航空無線、海上無線、アマチュア無線、電波望遠鏡など機器の近傍でPLC機器を使用したことにより、これらの無線設備の業務に対して継続的かつ重大な妨害を起こしていると確認された場合には、電波法により使用停止命令を総務大臣名で総合通信局より命じられる可能性がある[30]。
  - PLC機器は屋内で使用されるため、PLC機器を使用したことによりこれらの無線業務に妨害が起きたことを立証することは、測定器を活用しない場合は困難と考えられるが、漏洩電波は、漏洩源からの距離に応じで減衰すること、広帯域変調信号であり、アマチュア無線帯域やラジオ日経放送帯域にノッチが入っていることや許可帯域内と許可帯域外の送信レベルの差異が急峻に数十dB変化する特徴的なスペクトラムを有することから、短波帯受信アンテナとスペクトラムアナライザを用いた評価をすることができれば、漏洩源を探知することは可能である[31]。

### 問題点の告知における課題
- 法令により、PLC機器の使用は、分電盤（大規模施設の場合、各分電盤を集約した施設全体の分電盤）の屋内側に接続され、かつ、同一の者が占有する連続した敷地内の屋内電力線および屋外電力線での使用に限定されていること
- 既存の電力線を利用して通信を行うため、他の家電製品に影響を与えたり、受けたりする可能性があること
- 家電製品には電気ノイズを発生するものがあり、PLC機器の通信速度低下の要因になる可能性があること
- 医療機関及び居宅等の環境下においてPLC機器と医療機器を併用する場合には安全対策上の措置を講ずるべきこと
- 無線通信設備の近傍で使用した場合、業務の妨害となる可能性があり、電波法に基づき使用中止命令を発せられる可能性があること
- 無線通信設備の近傍で使用した場合、それらの無線通信設備からの送信電波により、PLC機器に通信速度低下などの現象が発生する可能性があること
- 上記のような不利益を被っても損害賠償の対象とならないこと
- 集合住宅等においてPLC機器同士の相互干渉により通信速度低下の要因になる可能性があること

## 日本以外の状況
ナローバンドPLCによる家電製品の制御としては、X10が1970年代からあり、欧米で使用されている。家庭用PLC機器は、2000年前後から欧米を中心に流通している。
PLCを利用した、ブロードバンドインターネット接続であるアクセスBPL (Broadband over Power Lines) は、電磁環境に及ぼす悪影響への懸念に対する配慮から、小規模な試験サービスや、地域限定での商用サービスにとどまっている。
アメリカ合衆国では、アメリカ無線中継連盟 (ARRL) が数回にわたり陳情を出し、2004年10月に連邦通信委員会 (FCC) に通信との干渉対策として、利用可能な周波数帯域を80MHzまで拡大した規制緩和が行われ、地域ごとに既存無線局と干渉しない周波数帯を利用できるようにした。その一方で、既存の無線通信への影響を避けるために、電力線搬送通信装置のデータベースへの登録義務を定め、BPLの使用禁止周波数、使用禁止地域などの措置を新規に採用した。
日本のように、都市部に人口が集中し、ブロードバンドインターネット接続サービスが広く普及しているのとは異なり、土地が広いアメリカ合衆国などにおいては、基地局から各家庭の近くまで光ファイバー等の通信網を張り巡らせ、変圧器などの装置から家庭まで、ラストワンマイルの数mから数十mまでの短い距離を、電線で搬送するタイプのBPLが用いられる。
ヨーロッパの場合を述べる。スウェーデンでの実証実験では、手軽に利用できるという肯定的な意見がある一方、家電製品の使用状況によっては通信できない場合もあるため、使いづらいという否定的な意見も出ている。2003年にまとめられたECCレポートにおいて、電力線からの漏洩電界がCISPR22 ClassBだとしても、大きな干渉問題を引き起こすことが指摘された。その後、2004年から2008年までOPERA (Open PLC European Research Alliance) というプロジェクトが、欧州連合の「PLCフォーラム」の支援下でBPLの商用化研究を推進している。
NATO軍（北大西洋条約機構）の研究技術機構 (RTO) は、技術報告を公表し、その中でイギリスやドイツでの実測値を基に、1970年代のアメリカ合衆国での測定に基づく、ITU-R勧告P.372-9 に示された、環境雑音の値はヨーロッパではいまだ適切であること、無線通信やCOMINT（Comminication Intelligence；通信傍受による情報収集）の確保のためには、同勧告の"Quiet Rural"（静穏な田園地域）の値より1 - 10dB低いレベルでの規制が必要なこと、PLTはxDSLに比べ多大な混信問題を引き起こすことなどを主張し、絶対防護要求はPLCからの漏洩電界強度として-15dBuV/mであるとしている。
大韓民国では、漏洩電界による規制値を定めた上で、短波帯電力線搬送通信の利用が解禁されている。アマチュア無線バンドについては、屋内外共にPLCの使用が禁止されている。同様に、航空無線用の周波数は屋外に限って、PLCが使用できない周波数に指定、漁業無線局の近傍ではPLCは漁業無線用周波数を使用することができない。

### 欧米における高速PLC法制度の概要（2021年2月現在）
米国の法制度
FCC（連邦通信委員会）においてFCC 規則 part 15 に、Access BPL およびIn House BPL の許容値等が定められている。
In House BPL ：
非通信時は、マルティメディア機器の技術基準であるCISPR 32 に準拠したものとなっている。
通信時は、In-situ testing を行う。In House BPL では、実住宅3軒を用い、住宅の壁から周囲の30m点において、PLC起因による漏洩電界強度が30μV/m以下であるかを評価する。
Access BPL：
FCC Part 15 Subpart Gにて許容値等の詳細が決められている。
通信時は、In-situ testing を行う。実架空線3カ所を用い架空線からの実距離30m点において、PLC起因による漏洩電界強度が30μV/m以下であるかを評価する。
Subpart G で以下の運用条件等も規定されている。
- 非意図的放射器としての機器認証が必要なこと
- 遠隔で制御可能な動的ノッチ挿入およびシャットダウン機能を持っていること
- 公的データベースへの登録
- 指定された周波数および指定された地域で特別に指定された周波数への固定ノッチの挿入などと定められている。

欧州の法制度
In House BPL：
欧州標準規格EN 50561-1が発行されており、その許容値は、基本的にはマルティメディア機器の技術基準であるCISPR 32に準拠したものになっているが、通信時の電源端子の伝導妨害波については、下記の技術導入が求められているのが特徴的となっている。
- 使用帯域において一律な許容値とするのではなく、周囲環境の変化に合わせ動的に通信信号を変化させ共存を図る技術
- 使用禁止周波数帯域として、アマチュア無線帯域や航空無線帯域に固定ノッチの挿入すること、短波放送帯域には、固定ノッチを挿入するか、電力線上に載った短波放送信号を検出し、放送信号が確認された場合、その周波数帯域にノッチを挿入する動的ノッチ制御技術
Access BPL：

1990年代には既に導入がなされていたことから、許容値の明確化は見送られ、委員会勧告
COMMISSION RECOMMENDATION of 6 April 2005 on broadband electronic communications through powerlines
が発行されている。次のような概要となっている。
- インターネットアクセスサービス、スマートメーターリングサービス、エネルギー管理サービスなどの通信サービスをユーザーに配信するために使用されるアクセスBPL に適用される。
- サービスオペレータによる干渉がないことを現地で確認すること。これはex-post model と呼ばれている。
- 各国の当局は、通信の自由競争の促進のため、電力会社に不適切な規制があれば取り除く必要がある。
- 本サービスは認可制であることは推奨されない。
- 干渉問題が当事者同士で解決できない場合は、各国の当局は公平・公正に処理を行う。